# Хемлебен
Хемлебен (нем. Hemleben) — община в Германии, в земле Тюрингия.
Входит в состав района Кифхойзер. Подчиняется управлению Ан дер Шмюкке. Население составляет 241 человек (на 31 декабря 2010 года). Занимает площадь 7,34 км².